# GoPro
GoPro, Inc. er et amerikansk firma stiftet af Nicholas Woodman. Firmaet laver små actionkameraer, der både kan optage fotos og video. Firmaet omsatte for 60,6 millioner US$ i 2013.
GoPro blev stiftet i 2002, da Woodman manglede et kamera til at optage på sin australske surfingtur.
Seneste kamera er GoPro Hero 12 som blev lanceret globalt den 13. september 2023. I dag sælges der syv versioner på deres hjemmeside: HERO12 Black, HERO11 Black, HERO10 Black, Max, HERO12 Black Creator Edition, HERO11 Black Mini og HERO10 Black Bones.